# 桑林镇
桑林镇，是中华人民共和国辽宁省鞍山市台安县下辖的一个乡镇级行政单位。

## 行政区划
桑林镇下辖以下地区：
桑林村、魏家村、大汪村、蒋坨村、茨榆坨村、柴家村、双台子村、大友村、艾岗子村、团结村和大岗村。